# Pink (manga)
Pour les articles homonymes, voir Pink.
Pink, les pirates de la pluie (Pink, Akira Toriyama, octobre 1982) est un manga one shot japonais publié pour la première fois par Fresh Jump's et en français en 1998 par Glénat dans Akira Toriyama Histoires Courtes volume 2.

## L'histoire
Pink, les pirates de la pluie est l'histoire d'une jeune fille qui vit dans une cité éloignée. Il n'y pleut plus depuis plus d'un an. La société « Silver Company », dirigée par un requin, y vend, à prix d'or, l'eau devenue si rare. Pink, aidée de Black, un petit dinosaure, passe son temps à attaquer les convois d'eau de la Silver Company. La Silver Company contacte la police et c'est ainsi que l'agent Bleu Nuit commence son enquête. Le beau shérif et la jolie voleuse font finalement équipe et délivrent le Diable de l'Orage que la Silver Company avait séquestré pour augmenter le rendement de son affaire.

## Analyse
Réalisée en octobre 1982 pour le magazine Fresh Jump's, alors qu'il est en plein dans Dr Slump, Toriyama amorce lentement une nouvelle période graphique. Il change de style. L'humour est toujours présent mais c'est maintenant l'action qui prime avant tout. On découvre peu à peu ce qu'on appellera plus tard « le monde de Toriyama ». Comme l'air bike de Pink, par exemple, qui ressemble à s'y méprendre au futur Jet Momonga de Yamcha dans Dragon Ball. Le décor est proche de celui évoqué dans les aventures de Pola and Roïd et les personnages de ces deux séries ont beaucoup de points communs. Notre mangaka élabore un découpage beaucoup plus fouillé où le rythme est plus rapide, les cadrages sont plus dynamiques, les confrontations sont plus violentes. Il y a même un samouraï ! Le thème de cette histoire sera réutilisé dans un manga en un volume paru en 2000, intitulé SandLand.

## Adaptation
Pink fut adapté en anime au cinéma dans le festival « Toeï Anime Fair » de juillet 1990, rebaptisée pour l'occasion « Akira Toriyama - The World ». Trois moyens-métrages furent diffusés : Dragon Ball Z : Le Combat fratricide, Pink - Water Bandit, Rain Bandit et Kennosuke-sama ; ce spectacle propose deux fois par an trois animes différents d'une durée de cinquante minutes environs par film. Un bon nombre d'adaptations de mangas de Toriyama y sont diffusées.